# Polyrhachis jerdonii
Polyrhachis jerdonii é uma espécie de formiga do gênero Polyrhachis, pertencente à subfamília Formicinae.